# Tordylium divaricatum
Tordylium divaricatum är en flockblommig växtart som beskrevs av Conrad Moench. Tordylium divaricatum ingår i släktet Tordylium och familjen flockblommiga växter. Inga underarter finns listade i Catalogue of Life.